# Holzwickede
Holzwickede es una municipalidad ubicada en el distrito de Unna, en Renania del Norte-Westfalia, Alemania. Cubre un área de 22,36 km², con una altura sobre el nivel del mar de entre 109 y 202 m. El 31 de diciembre de 2009, tenía una población de 17.264 habitantes, lo que daba una densidad poblacional de 788 habitantes por km².